# Sistemas de inspección
En el control de calidad, los sistemas de inspección sirven para examinar y medir las características de un producto, así como los componentes y materiales de que está elaborado, o de un servicio o proceso determinado, todo ello utilizando instrumentos de medición, patrones de comparación o equipos de pruebas y ensayos, todo con el fin de verificar si cumple o no con los requisitos especificados. Por tanto, sirven para confirmar que el sistema de calidad funciona según lo previsto. Habitualmente, se hace por muestreo, y solo se usa el control 100 por ciento para características importantes de seguridad, funcionalidad o normas.
La definición de muestreo de la normativa ISO 8402/94 dice que actividades tales como la medición, el examen, el ensayo o la constatación con un patrón de una o más características de una entidad y la comparación de los resultados con los requisitos especificados sirven para determinar si se ha alcanzado la conformidad en cada característica.

## Tipos de inspección
En una primera clasificación, los tipos de inspección podrían diferenciarse entre la «inspección 100 %» y la «inspección por muestreo».

### Proceso de Inspección
El proceso de inspección es aquel proceso que consiste en verificar todas las unidades de un lote. Una inspección al permitir aceptar solo piezas de la calidad especificada, pero cuando la inspección es realizada manualmente, se presentan dos tipos de problemas, uno sería, el gasto involucrado y el otro, la precisión de la inspección, considera un error o una forma de realizar la inspección adecuada.

### Inspección por muestreo
Por el contrario, los sistemas de inspección por muestreo, también conocidos como muestreo de aceptación o muestreo de lotes, es un procedimiento en el que se verifica una o más muestras del lote para determinar su calidad. El muestreo es usado para reducir la necesidad de inspeccionar cada artículo o producto, y reducir así el tiempo y gastos de inspección. La inspección por muestreo tiene cierto número de ventajas sobre la inspección 100 %. La fatiga de los inspectores originada por operaciones repetitivas puede ser un obstáculo serio para una buena inspección 100 %, es más económica y requiere de menor tiempo para su realización.
Es por ello que se llevaron a cabo investigaciones en el campo de las teorías de las probabilidades y la estadística, llegándose a la conclusión de que para tomar decisiones sobre la calidad de la producción en proceso y terminada, no hay necesidad de efectuar una inspección 100 % sobre todos los artículos, sino que basta con inspeccionar sólo una parte del lote, o sea, una muestra, mediante una inspección por muestreo.
Algunos de los factores por considerar en la inspección por muestreo serán el nivel de confianza en los proveedores, el costo en que se incurre al aceptar productos defectuosos, y el riesgo del muestreo, que siempre existirá por la naturaleza estadística del proceso. En general, existen dos tipos de errores con probabilidad de ocurrir, el primero es llamado error tipo I, y ocurre cuando rechazamos un lote que cumple con las especificaciones de calidad y el segundo es llamado error tipo II, y ocurre cuando aceptamos un lote que no cumple con las especificaciones de calidad.
Dentro de la inspección por muestreo de la calidad, se distinguen principalmente dos tipos de inspección para controlar los procesos productivos. Estos procesos son los llamados “Inspección por Atributos” e “Inspección por Variables”.

#### Inspección por atributos
La inspección por atributos se puede considerar aquel tipo de inspección de muestras aleatorias de unidades en el que cada artículo o producto es clasificado de acuerdo con ciertos atributos como aceptable o defectuosa, es decir, consiste en averiguar si el material en consideración cumple o no cumple con lo especificado, sin interesar la medida de la característica. 
Para la inspección por atributos el tamaño de las muestras y el intervalo entre las mismas debe ser tal que se inspeccione aproximadamente un 5 % de la producción. En procesos muy masivos que no presentan dificultades frecuentes o el porcentaje de producción defectuosa no es grave, este porcentaje se puede reducir a menos de un 5 % donde se recomienda que debe existir como mínimo 25 defectuosos en cada muestra para lograr establecer un comportamiento adecuado del proceso.

#### Inspección por variables
La inspección por variables es un tipo de inspección que consiste en medir y registrar una unidad de medida en la que una característica específica de calidad es medida con una escala continua para revisar su variación.
Los métodos estadísticos aplicables a la inspección por variables se basan sobre el supuesto de una  distribución normal y no sobre una distribución de proporciones como sucede con la inspección por atributos. Para los métodos aplicables, y con las mediciones obtenidas, se calculará un estadístico, que generalmente estará en función de la media y la desviación estándar muestral, y dependiendo del valor de este estadístico al compararlo con un valor permisible, se aceptará o rechazará todo el lote.
Las ventajas que tiene este método con respecto al método de inspección por atributos serían que se puede obtener la curva característica de operación con un tamaño muestral menor que lo requerido por un plan de muestreo por atributos, además, cuando se utilizan pruebas destructivas, el muestreo por variables es particularmente útil para reducir los costos de inspección. Por otra parte, los datos de mediciones proporcionan normalmente más información sobre el lote que los datos de atributos. 
Por el contrario, se debe de conocer la distribución de la característica de calidad, se debe de usar un plan para cada característica de calidad que hay que inspeccionar y es posible que el uso de un plan de muestreo por variable lleve al rechazo de un lote aunque la muestra que se inspecciona realmente no tenga ningún artículo defectuoso. 
En el caso de la inspección del proceso por variables, los tamaños muestra más empleados son entre 1 y 25 unidades. Las muestras de dos o tres unidades son poco empleadas, por su baja sensibilidad, y se usan sólo cuando el costo de las mediciones es muy alto. Por tanto, cuando se desee una mayor sensibilidad en el gráfico, los tamaños de muestras deberán ser mayores.

## Ejemplos de inspección por muestreo
| Inspección por variables                                                       | Inspección por atributos                                                                                               |
| Medición de la longitud de una determinada pieza.                              | Medir una pieza cilíndrica mediante calibres “pasa/no pasa” para determinar si se encuentra dentro de las tolerancias. |
| Medición de la temperatura de un horno de cocción.                             | Determinar la tasa de fracción de defectos de una muestra de partes de producción.                                     |
| Medición de la resistencia eléctrica de un determinado componente electrónico. | Contar el número de defectos por automóvil conforme este deja la planta de ensamble final.                             |
| Medición del tiempo que puede resistir un material al fuego.                   | Contar el número de faltas de los empleados por turno en una empresa.                                                  |

## Tipos de errores cometidos
Los tipos de errores que pueden cometerse durante una inspección de calidad de un proceso son:
- error tipo I: es el error que se comete cuando se rechaza un producto siendo este correcto, cumpliendo con todos los parámetros que hemos definido como de buena calidad.
- error tipo II: se trata del error que se comete cuando se da como buena una muestra que en realidad no se encuentra dentro de los parámetros que hemos definido como válidos, y dicha muestra es admitida cuando aún tiene defectos no deseados.

Así pues, estos errores generan errores en la clasificación de los productos derivados del proceso, y conllevan consecuencias no deseables en el control de calidad de una empresa.

## Factores de producción de errores
Entre los tipos de factores que pueden producir errores en la inspección de los productos, resaltan:

### Una elección incorrecta y/o incompleta/insuficiente de las características a inspeccionar
No dar la suficiente importancia a algunas características que redundan directamente sobre la calidad de los productos finales o dársela por otra parte a las que realmente no tienen incidencia sobre el resultado final destinando recursos personales y económicos innecesarios. Escoger las características a inspeccionar que nos den confiabilidad que un proceso está dentro de los parámetros de calidad que determinemos manteniendo relación con un razonable coste económico implícito. Ya que una elección de características desproporcionada, haría más lento el proceso de inspección y aumentaría considerablemente su coste, estando lejos de cualquier justificación empresarial.

### Una inadecuada ubicación de los lugares de los puntos de inspección
Saber dónde se deben situar los distintos puntos de inspección es muy importante, ya que los recursos de los que dispone una empresa no son ilimitados ni gratuitos, todo ello lleva asociado un coste que no siempre es factible repercutirlo al valor propio del producto y su consecuente beneficio a marcar. Para llevar a cabo la tarea descrita, primero que nada debe procederse a un estudio exhaustivo del proceso o procesos tecnológicos llevados a cabo en la empresa, y a partir de aquí decidir que enclavamientos son necesarios para su inspección. Habitualmente, se establecen unas cinco localizaciones para los puntos de inspección:
- Anterior a la finalización de una operación costosa y/o irreversible
- En las operaciones en las que se tenga que preparar, ajustar, calibrar las máquinas del proceso.
- Mientras se esté realizando operaciones de alta calidad y/o elevado coste donde la precisión sea clave.
- En puntos lógicos de observación del proceso.
- En operaciones que requieran de algún ajuste o regulación tecnológica especial.

No dejar sin puntos de inspección las tareas de: manipulación, almacenamiento, embalaje y expedición de los materiales.
Así pues, es recomendable, una vez que se ha finalizado la producción, valorar y realizar un balance entre los medios empleados en la inspección y el coste que ello supone, viendo qué cantidad de piezas defectuosas pueden asumirse, sin que ello resulte contraproducente.

### Inapropiada determinación de la forma y tipología de inspección según cada punto de inspección previamente determinado
No en todos los puntos de inspección tiene por qué procederse de la misma forma, ya que en cada uno de ellos los operarios revisarán, de manera manual o automatizada, los productos para la confirmación o rechazo del mismo, según los parámetros determinados de calidad.
Al determinar la forma de inspección, se suele proceder por:
- atributos: determinar que son piezas defectuosas aquellas que tengan alguna característica no conforme a lo prefijado;
- cuenta de defectos: controlar el número de defectos encontrados en cada unidad;
- variables: en caso de establecer características cuantitativas.

El desconocimiento de las características del objeto a inspección, así como las de cada uno de estas formas, puede generar errores, y es muy importante seleccionar la más idónea.

### Elección inadecuada de la composición del tamaño de la muestra a tomar en la inspección
Como se sabe, el tamaño de la muestra es primordial para poder determinar con seguridad si un proceso se encuentra bajo control o no. De cara a tomar decisiones sobre un proceso que redundan directamente sobre la calidad derivada y repercutida sobre sus productos es fundamental elegir correctamente la composición de la muestra a extraer para estudio, sin que ello suponga un desproporcionado sobrecoste. Generalmente, una inspección 100% queda relegada al ensayo final de productos especiales o complejos, buscando ofrecer al consumidor productos carentes de defectos. La inspección 100 % suele llevarse a cabo en inspecciones automatizadas, mientras que en manuales se recurre a tomar muestras de la producción.
Realizar una inspección por muestreo presenta cierto número de ventajas frente a la inspección 100 %. El realizar tareas rutinarias, repetitivas y monótonas produce fatiga física y psicológica en los inspectores, lo cual puede llevarles en ocasiones a que cometan errores de apreciación , de decisión y de clasificación de las piezas aptas y las no aptas. Resulta sensato aplicar la inspección por muestreo en las siguientes situaciones, tal y como apunta Kaoru Ishikawa, en sus Principios de calidad de Ishikawa:
- pruebas destructivas;
- inspección de productos de gran longitud;
- inspección de grandes cantidades.

Otras situaciones donde puede establecerse una inspección por muestreo pueden ser:
- en reducciones de coste por inspección;
- en procesos dotados de varias áreas de inspección;
- incentivación del fabricante o del consumidor;
- en procesos erráticos, donde los lotes son conformes por completo o no.

Finalmente, un aspecto que puede ayudar a decidir la utilidad de la inspección por muestreo es el balance que debe efectuarse entre el coste de inspeccionar un artículo o una característica de calidad y el coste de dar conformidad a ese artículo defectuoso. 

### Determinación de la composición de las unidades que conforman la muestra a tomar para realizar la inspección
Los tamaños de la muestra más empleados son de n = 25 uds, dando por bueno un 5 % de defectos en la producción y hasta un 10 %, si se trata de un proceso con constantes variaciones en la producción.

### Marcar la frecuencia con la que se debe extraer la muestra a inspeccionar en cada uno de los puntos de inspección
Al fijar la frecuencia de inspección, deben tenerse presente los siguientes aspectos:
- el tamaño n de la muestra;
- las características de las diversas operaciones tecnológicas que conforman el proceso: valorando el volumen de producción existente, así como las condiciones del proceso o su comportamiento: errático, estable y controlado;
- las consecuencias de desviaciones de las características de calidad: si las consecuencias son muy graves, es necesario reducir los intervalos de inspección;
- la naturaleza del producto, según su relevancia;
- el histórico de inspecciones anteriores: la experiencia acumulada es fundamental en la mejora continua de un proceso, así como en su control de calidad;
- la naturaleza del proceso de producción: incluye el análisis de la varianza del proceso de producción, desde los siguientes puntos de vista:

- capacidad del proceso;
- factores dominantes en un proceso: frecuencia, preparación y reglado de máquinas, tiempo, componentes y operarios.

### Características de calidad en cada punto de inspección
La uniformidad en las mediciones se determinará por los siguientes factores:
- el operario;
- el objeto de medición;
- los elementos de medición;
- los métodos de medición empleados;
- las condiciones ambientales;
- métodos de cálculo, análisis y diagnóstico.

### Determinación de las formas de registro y procesamiento de información resultante, según los diversos puntos de inspección asignados
Se diseñarán e implementarán un conjunto de modelos específicos en correspondencia con el fin que tenga la inspección; es decir, si el fin es preventivo, se establecerán gráficos de control, por lo que el modelo responderá a las exigencias de los mismos, según el tipo de gráfico a usar. Si, por otro lado, el fin es aceptar o desechar un producto, se establecerá el modelo en correspondencia con el plan de muestreo a emplear. Debe tenerse presente, en el diseño de estos modelos, la modalidad en la que se procese y trate la información, si es manual o si es automatizada, así como fijar el flujo, transcurso, compartición y almacenamiento de la misma.

## Inspección manual
Generalmente, este tipo de inspección se suele utilizar cuando se lleva a cabo una inspección por muestreo de un proceso.
Se trata, en muchas ocasiones, de procesos costosos y laboriosos, aunque la introducción de una inspección automatizada encarezca aún más dicho actuación por encima del coste de mano de obra de los operarios encargados de la supervisión y chequeo de un proceso concreto. Las inspecciones manuales suelen llevarse a cabo después de finalizado la cadena productiva, produciéndose una demora en realizar dicha inspección desde que el producto está completamente terminado. Este retraso (delay) suele conllevar un coste adicional.
No todas las partes y componentes de base tecnológica de un proceso pueden inspeccionarse de manera automatizada, de ahí la todavía relevancia de la inspección manual en según que determinados procesos. La interpretación y procesamiento mental humano en según que casos sigue siendo insustituible, con la fatiga y posibles errores cometidos que lleva implícita.
Debido a los errores humanos, mediante inspección manual al 100% no es posible asegurar que la calidad de los productos sea también al 100 %.

## Inspección automatizada
En los casos en el que una empresa esté dotada de una infraestructura apropiada y el proceso que se lleva a cabo lo permita, la inspección automatizada facilita la inspección del 100% de los productos confeccionados. Este tipo de inspección evita demoras, al poderse efectuar de manera más directa, localizada y adecuadamente, reduciendo así posibles aumentos en los costes de fabricación de un producto, gracias a la detección oportuna de posibles defectos en el mismo. Como se mencionó en el punto referente a los factores de producción de errores, una correcta localización de los diversos puntos de inspección es de vital importancia. Es una ventaja importante, en una inspección al 100%, que la probabilidad del lote que será aceptado sea de 1; en caso de que la calidad sea igual o menor que el AQL y de 0 si la calidad es menor que el AQL. No obstante, el AQL deberá fijarse en q=0.
Sin embargo, este tipo de inspección no se encuentra exenta de ciertas desventajas que en ocasiones llegan a impedir una correcta supervisión, por ejemplo:
- insuficiente resolución y precisión de los sensores de detección de defectos;
- mala calibración de las máquinas que introduzca errores no deseados en la clasificación;
- averías en dichas máquinas que nos hagan detener la producción hasta ser subsanados;
- no disponer de reemplazabilidad de ciertas máquinas debido a su elevado coste;
- errores informáticos en la transmisión, el tratamiento y almacenamiento de los datos necesarios en la comunicación de las máquinas destinadas a la inspección.